# شهرستان بقاع غربی
شهرستان بقاع غربی (به عربی: قضاء البقاع الغربی) یک سکونتگاه مسکونی در لبنان است که در جب جنین واقع شده‌است.

## خصوصیات
شهرستان بقاع غربی ۴۲۵ کیلومترمربع مساحت و ۵۶٬۰۰۰ نفر جمعیت دارد.